# Exonumie

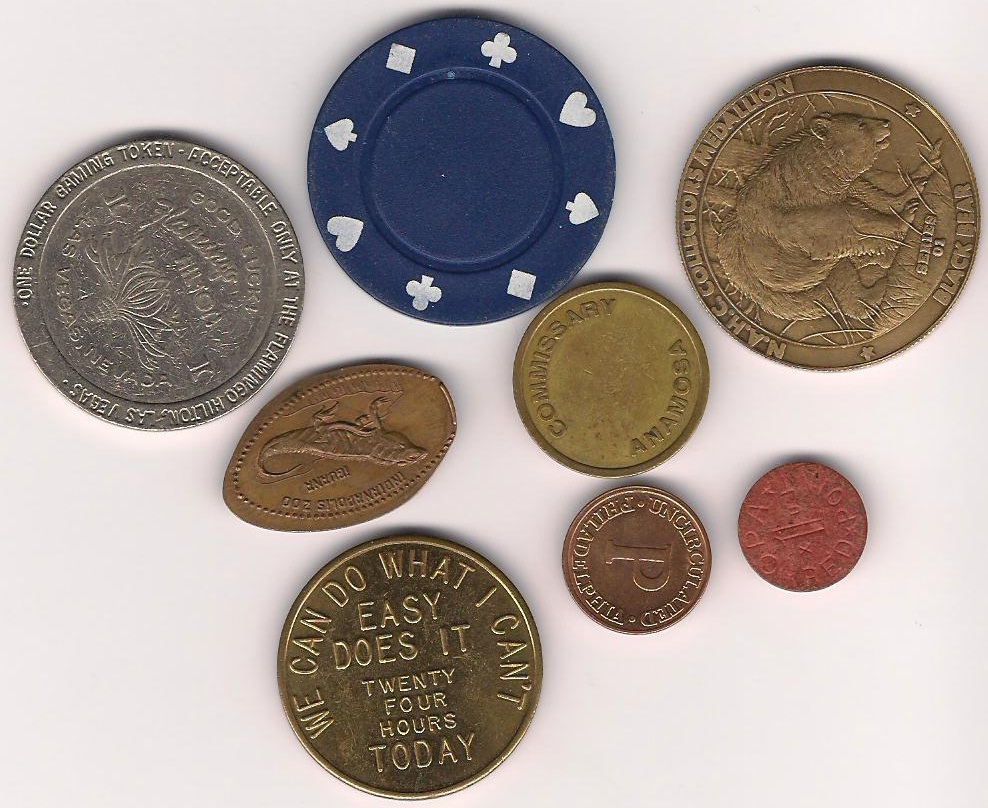
Obiecte care sunt studiate de exonumie

Exonumia este studiul obiectelor similare monedelor, precum sunt jetoanele și medaliile, sau alte obiecte folosite în locul monedei legale sau pentru comemorări.

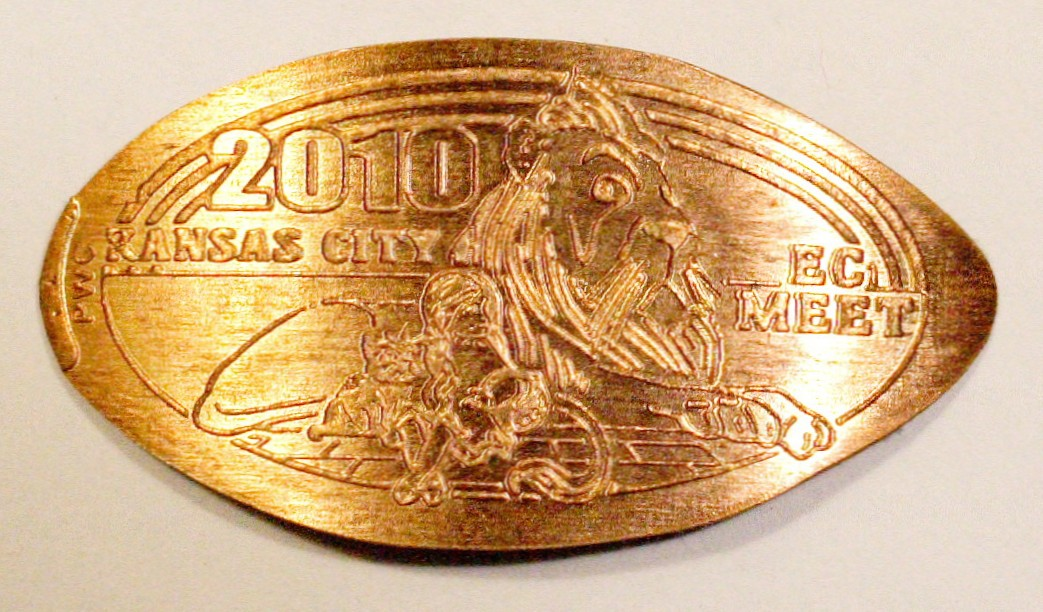
Monedă alungită

Tot clasificată ca încadrându-se în exonumie (paranumismatică) este și colectarea de monede alungite, adică de monede care au fost alungite prin presare sau întinse și în relief cu un desen nou ce creează un simbol comemorativ sau un suvenir.
Un termen apropiat este cel de faleristică.

### Articole conexe
- Faleristică
- Medalie
- Monedă
- Numismatică